# Kryštof Krýzl
Kryštof Krýzl (* 12. Oktober 1986 in Prag) ist ein ehemaliger, tschechischer Skirennläufer. Er war auf die Disziplinen Riesenslalom, Slalom und Superkombination spezialisiert. Seit Frühling 2024 ist Kryzl Trainer der U18-Mannschaft des Deutschen Skiverband am Stützpunkt Ost in Berchtesgaden. Bei der Weltmeisterschaft 2025 in Saalbach beendete er schließlich seine Karriere.

## Biografie
Im November 2001 nahm Krýzl erstmals an FIS-Rennen teil, Einsätze im Europacup folgten ab Dezember 2004. Am 23. Oktober 2005 bestritt er sein erstes Weltcup-Rennen, den Riesenslalom in Sölden. Bei der Juniorenweltmeisterschaften 2006 in der kanadischen Provinz Québec gewann Krýzl die Bronzemedaille in der Kombinationswertung.
Krýzl galt zu Beginn seiner Karriere als Allrounder und fuhr Rennen in sämtlichen Disziplinen. Mit der Zeit wandte er sich von der Abfahrt und dem Super-G ab und konzentrierte sich auf die technischen Disziplinen. Am 27. Januar 2008 gewann er als 25. der Superkombination in Chamonix seine ersten Weltcuppunkte. Die darauffolgende Saison 2008/09 wurde seine bislang erfolgreichste. Am 12. Dezember 2008 erreichte er als Neunter der Super-Kombination von Val-d’Isère sein bisher bestes Weltcupergebnis und am 27. Januar 2009 erzielte er den 13. Platz im Nachtslalom auf der Planai in Schladming. Zwei Wochen danach erreichte er bei den Weltmeisterschaften 2009 in Val-d’Isère als beste Ergebnisse den achten Platz im Slalom und den elften Rang in der Super-Kombination. Zuvor war sein bestes Resultat bei Großereignissen der 20. Platz in der Kombination der Olympischen Winterspiele 2006 gewesen.
Die guten Ergebnisse der Saison 2008/09 konnte Krýzl in den folgenden zwei Jahren nicht wiederholen. Zwar feierte er am 26. November 2009 im Riesenslalom von Levi seinen ersten Europacupsieg, doch im Weltcup und bei Großereignissen blieb er – mit Ausnahme eines 17. Platzes in der Super-Kombination der Olympischen Winterspiele 2010 – ohne Top-20-Platzierung. Einen Sieg feierte er im Team Tschechiens zum Saisonfinale am 14. März 2010 in Garmisch-Partenkirchen in dem nur zum Nationencup zählenden Mannschaftsbewerb. Am 8. Januar 2012 fuhr Krýzl als Zwölfter des Slaloms von Adelboden erstmals seit knapp drei Jahren wieder unter die schnellsten 20 eines Weltcuprennens.
Seit Frühling 2024 ist Kryzl Trainer der U18-Mannschaft des Deutschen Skiverband am Stützpunkt Ost in Berchtesgaden.
Am 28. Januar 2025 gab Kryzl seinen Abschied vom Ski-Weltcup beim Riesenslalom von Schladming. Er belegte den 58. Rang.
Wenig später, im Februar, fuhr er seine letzte Weltmeisterschaft in Saalbach. Dort belegte er in der Team-Kombination zusammen mit Jan Zabystran den 16. Rang. Im Riesenslalom schied er im 2. Durchgang aus.
Dort beendete er nun schlussendlich auch seine Karriere.

## Erfolge

### Olympische Spiele
- 14 Starts
- Turin 2006: 20. Kombination, 34. Super-G
- Vancouver 2010: 17. Super-Kombination, 23. Riesenslalom, 40. Abfahrt
- Sotschi 2014: 19. Super-Kombination

### Weltmeisterschaften
- 29 Starts
- Bormio 2005: 22. Slalom
- Åre 2007: 42. Super-G
- Val-d’Isère 2009: 8. Slalom, 11. Superkombination, 22. Riesenslalom, 26. Super-G
- Garmisch-Partenkirchen 2011: 31. Riesenslalom, 39. Slalom
- Schladming 2013: 20. Slalom
- Vail/Beaver Creek 2015: 35. Super-G
- St. Moritz 2017: 29. Kombination, 32. Riesenslalom, 33. Abfahrt
- Åre 2019: 41. Super-G
- Cortina d’Ampezzo 2021: 19. Riesenslalom
- Saalbach 2025: 16. Team-Kombination

### Weltcup
- 219 Starts
- 1 Platzierung unter den besten zehn in Einzelrennen
- 1 Sieg bei Mannschaftswettbewerben

### Weltcupwertungen
| Saison  | Gesamt | Gesamt | Super-G | Super-G | Riesenslalom | Riesenslalom | Slalom | Slalom | Kombination | Kombination |
| Saison  | Platz  | Punkte | Platz   | Punkte  | Platz        | Punkte       | Platz  | Punkte | Platz       | Punkte      |
| ------- | ------ | ------ | ------- | ------- | ------------ | ------------ | ------ | ------ | ----------- | ----------- |
| 2007/08 | 116.   | 21     | –       | –       | –            | –            | 58.    | 7      | 43.         | 14          |
| 2008/09 | 76.    | 78     | –       | –       | 45.          | 9            | 36.    | 31     | 19.         | 38          |
| 2009/10 | 109.   | 27     | –       | –       | 38.          | 14           | 48.    | 13     | –           | –           |
| 2010/11 | 150.   | 8      | –       | –       | –            | –            | –      | –      | 44.         | 8           |
| 2011/12 | 77.    | 83     | –       | –       | 43.          | 10           | 30.    | 68     | 40.         | 5           |
| 2012/13 | 87.    | 46     | –       | –       | –            | –            | 33.    | 46     | –           | –           |
| 2013/14 | 113.   | 18     | –       | –       | 41.          | 11           | 48.    | 6      | 41.         | 1           |
| 2014/15 | 118.   | 18     | –       | –       | 45.          | 9            | 53.    | 6      | 40.         | 3           |
| 2015/16 | 99.    | 57     | 58.     | 2       | 37.          | 43           | –      | –      | 35.         | 12          |
| 2016/17 | 81.    | 75     | –       | –       | 37.          | 31           | 45.    | 16     | 19.         | 28          |

### Europacup
- Saison 2011/12: 7. Slalomwertung
- 7 Podestplätze, davon ein Sieg:

| Datum             | Ort  | Land     | Disziplin    |
| ----------------- | ---- | -------- | ------------ |
| 26. November 2009 | Levi | Finnland | Riesenslalom |

### Junioren-Weltmeisterschaften
- Montgenèvre 2003: 22. Slalom
- Maribor 2004: 12. Kombination, 17. Abfahrt
- Bardonecchia 2005: 5. Kombination, 8. Riesenslalom, 11. Slalom, 17. Super-G, 18. Abfahrt
- Québec 2006: 3. Kombination, 10. Slalom, 12. Abfahrt, 19. Super-G, 20. Riesenslalom

### Tschechische Meisterschaften
Krýzl ist 15-facher tschechischer Meister und damit in dieser Sparte der erfolgreichste Athlet überhaupt:
- 1× Super-G (2009)
- 4× Riesenslalom (2012, 2013, 2016 und 2017)
- 8× Slalom (2009, 2011, 2012, 2013, 2014, 2015, 2016 und 2017)
- 2× Kombination (2009 und 2012)

### Weitere Erfolge
- Winter-Universiade 2013: 3. Slalom
- 3 Podestplätze und Gesamtwertung des Australia New Zealand Cup 2017
- 9 Podestplätze im Far East Cup, davon 5 Siege
- 51 Siege in FIS-Rennen
- 148 Podestplätze in FIS-Rennen
- 1000 Starts bei FIS-Rennen